# Landsfodboldturneringen 1917-18
Landsfodboldturneringen 1917-18 var den femte sæson om Danmarksmesterskabet i fodbold for herrer organiseret af DBU. Turneringen blev vundet af KB. Det var fjerde gang KB vandt mesterskabet. I finalen slog KB Randers Freja, som blev det første jyske hold, der nåede finalen.

## Baggrund
I finalen i Landsfodboldturneringen mødtes vinderen af den københavnske A-Rækken under Københavns Boldspil Union (KBU) og vinderen af Provinsmesterskabsturneringen. På grund af risiko ved sejlads i Østersøen i forbindelse med 1. Verdenskrig var Bornholms Boldspil Union ikke repræsenteret i turneringen.

## Provinsmesterskabsturneringen

### 1. runde
| 26. maj 1918 |

| FIF Hillerød | 1 - 3 | B 1901 |
| ------------ | ----- | ------ |
|              |       |        |

| Nykøbing Falster |

| 26. maj 1918 |

| Randers Freja | 3 - 1 | OB |
| ------------- | ----- | -- |
|               |       |    |

| Horsens |

### Finale
| 2. juni 1918 |

| FIF Hillerød | 0 - 2 | Randers Freja |
| ------------ | ----- | ------------- |
|              |       |               |

| Odense |

## A-Rækken (København)
| Pos | Hold          | K  | V | U | T | M+ | M- | MR    | P  | Kvalifikation eller nedrykning |
| --- | ------------- | -- | - | - | - | -- | -- | ----- | -- | ------------------------------ |
| 1   | KB (M)        | 10 | 8 | 1 | 1 | 46 | 14 | 3,286 | 17 | Kvalificeret til finalen       |
| 2   | Frem          | 10 | 5 | 2 | 3 | 32 | 21 | 1,524 | 12 |                                |
| 3   | B 93          | 10 | 4 | 3 | 3 | 31 | 18 | 1,722 | 11 |                                |
| 4   | B 1903        | 10 | 4 | 2 | 4 | 22 | 24 | 0,917 | 10 |                                |
| 5   | AB            | 10 | 4 | 1 | 5 | 27 | 21 | 1,286 | 9  |                                |
| 6   | Velo Hellerup | 10 | 0 | 1 | 9 | 9  | 69 | 0,130 | 1  | Kvalifikation til A-rækken[A]  |

1. ^ Velo spillede kvalifikationskamp mod ØB om en plads i A-rækken. ØB vandt 6-1. 
KBU besluttede dog efterfølgende at udvide A-rækken fra seks til syv hold. Velo spillede derfor en kvalifikationskamp mod nummer to i B-rækken, KFUM, men tabte også det opgør.[1]

## Finale
| 27. juni 1918 |

| KB                                                                             | 5 - 2   | Randers Freja                                      |
| ------------------------------------------------------------------------------ | ------- | -------------------------------------------------- |
| Kay Weeke 9' · Poul 'Tist' Nielsen 16' 43' · Axel Pedersen 23' · Alf Olsen 76' | (4 - 0) | Harald Gleerup 61' · Johan Heinrich Andersen 65' · |

| Idrætsparken, København Tilskuere: 7.000 Dommer: Lauritz Andersen |